# Ґедвидай (Расейняйський район)
Ґедвидай (Gedvydai) — село у Литві, Расейняйський район, Бетигальське староство, знаходиться біля дороги Бетигала — Жайгінюс. 2001 року в Ґедвидаї проживало 65 людей.

## Принагідно
- Вікімапія
- Gedvydai

| Литва | Це незавершена стаття з географії Литви. Ви можете допомогти проєкту, виправивши або дописавши її. |